# Henk van Rijnsoever
Hendrikus ("Henk") van Rijnsoever (ur. 6 listopada 1952 w Utrechcie) – piłkarz holenderski grający na pozycji prawego obrońcy.

## Kariera klubowa
Van Rijnsoever jest wychowankiem małego klubu z rodzinnego miasta Utrecht o nazwie USV Elinkwijk. W zesple tym grał do roku 1972 i wtedy przeszedł do jednej z czołowych drużyn Holandii, AZ Alkmaar. W 1978 roku zespół z Henkiem w obronie wywalczył swój pierwszy w historii Puchar Holandii. Na kolejne sukcesy drużyna musiała czekać do 1981 roku, kiedy to jedyny raz w swojej historii została mistrzem Holandii (3 mecze i 1 gol van Rijnsoevera), do tego dokładając kolejny puchar kraju. AZ dobrze spisał się także w Pucharze UEFA docierając aż do finału, w którym przegrało z Ipswich Town w dwumeczu (0:3, 4:2). Van Rijnsoever doznał jednak ciężkiej kontuzji i w sezonie 1981/1982 w ogóle nie pojawił się na boisku i zdecydował się zakończyć karierę w wieku 30 lat.

## Kariera reprezentacyjna
W reprezentacji Holandii van Rijnsoever zadebiutował 30 maja 1975 w przegranym 0:3 wyjazdowym meczu z Jugosławią. Jak się później okazało, był to jego jedyny mecz w kadrze Holandii. W 1976 roku został powołany do kadry na mistrzostwa Europy w Jugosławii. Był jednak tylko rezerwowym i nie zagrał żadnego meczu. Z Holandią doszedł do półfinału i wywalczył symboliczny brązowy medal za 3. miejsce.